# Guy Lafarge
Guy Lafarge, född 5 maj 1904 i Périgueux (Dordogne), död 17 december 1990 i Paris, var en fransk kompositör.
Lafarge blev tidigt intresserad av opera, och skrev sitt första verk 1929. Senare kom han att skriva för sångare som Marie Dubas, Jean Lumière och orkestern Jo Bouillon. Han skrev musiken till den svenska filmen Eldfågeln.